# Ricardo Zamora de Grassa
Ricardo Zamora de Grassa (Madrid, 6 de agosto de 1933-Madrid, 31 de enero de 2003) fue un guardameta español. En su haber tiene el haber sido el portero titular del Valencia en una de sus victorias de la Copa de Ferias.

## Trayectoria
Ricardo Zamora II, como se le llamaba, debutó en primera división en las filas del Atlético de Madrid el 14 de diciembre de 1952, no consiguió cuajar y fue a jugar al CD Málaga y después al Sabadell en segunda división, hasta que es fichado por el Real Club Deportivo Español, en el que se convierte de nuevo en jugador de primera división, si bien, solo juega siete partidos y tampoco consigue consolidarse, no sería hasta la temporada 1960-61 con el RCD Mallorca que no se consolidó jugando 28 partidos y 23 partidos en la temporada siguiente. La marcha de Pesudo del Valencia CF al FC Barcelona, hizo que el Valencia, que en los años treinta había pretendido fichar a su padre, se hiciera con sus servicios. Zamora fue portero titular en las cuatro siguientes temporadas, ganando dos Copa de Ferias.

## Tras su retiro
Siguió los pasos periodísticos como su padre, Ricardo Zamora. Escribió para el periódico La Razón hasta su fallecimiento en 2003 debido a un cáncer.